# لنز ام. زویکو دیجیتال ئی‌دی ۱۲میلی‌متر اف/۲
لنز ام. زویکو دیجیتال ئی‌دی ۱۲میلی‌متر اف/۲ (به انگلیسی: M. Zuiko Digital ED 12mm f/2 lens) نام لنز دوربین عکاسی از نوع ثابت است که توسط شرکت المپوس تولید می‌شود. فاصلهٔ کانونی این لنز ۱۲ میلی‌متر، دیافراگم آن دارای ۷ تیغه و ضریب اف آن اف ۲٫۰ تا ۲۲ است. این لنز در 2010 میلادی تولید و عرضه شده‌است.